# Sinfonía n.º 2 (Borodin)

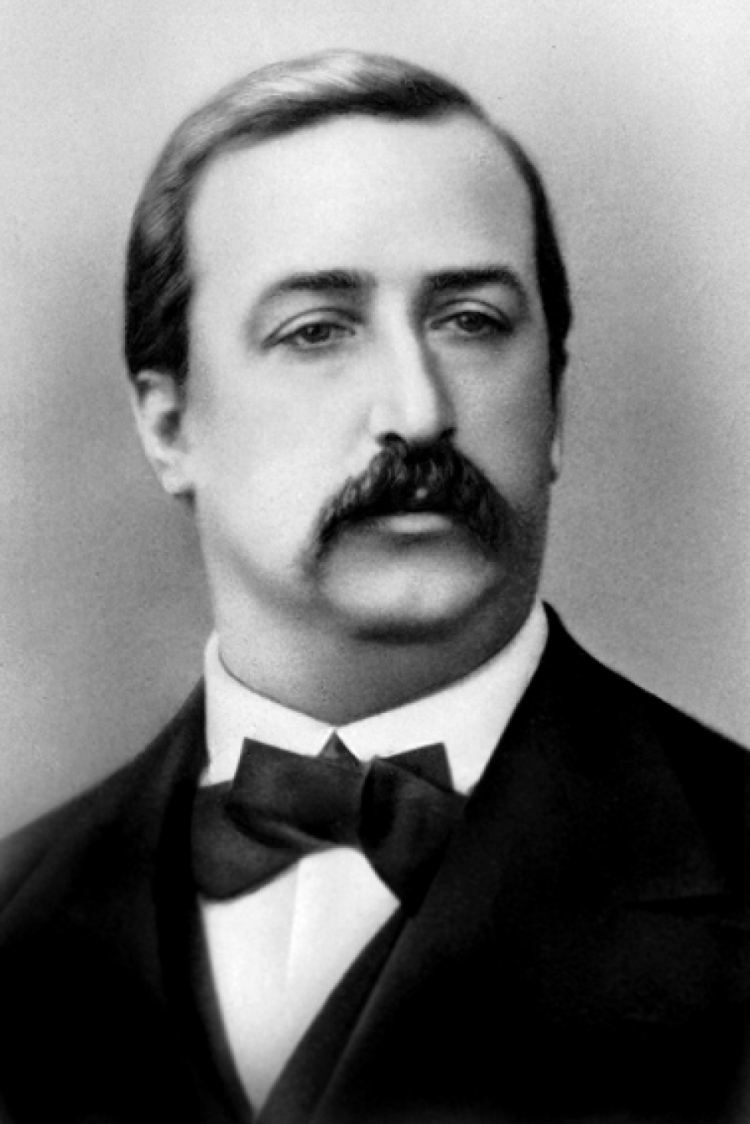
Fotografía del compositor Alexander Borodin

La Sinfonía núm. 2 en si menor Op. 5 de Aleksandr Borodín se inició en 1869, el mismo año que su ópera El príncipe Igor con la que tiene estrechos vínculos.
La composición de las dos obras fue larga y difícil. Para su sinfonía, Borodin reutilizó materiales ya presentes en la ópera o destinados a ella, reforzando sus vínculos de clima y color.
La sinfonía se completó en 1876 y el mismo Borodin la denominó Épica. De hecho, está atravesado por un poderoso heroísmo, en particular su primer movimiento, cuyo tema "épico" se repite a lo largo de la obra. Los demás movimientos son de un color típicamente ruso. El Andante es sobre todo una melodía soberbia, que recuerda a la famosa En las estepas de Asia central, seguida sin pausa por el Finale con su carácter festivo ruso, cuyo tema es bien conocido:
1. Allegro - Prueba de anima
2. Scherzo. Prestissimo - Allegretto - Tiempo I
3. Andante
4. Final. alegro

Fue ejecutada sin verdadero éxito en 1877, bajo la dirección de Eduard Nápravník. Borodin hizo cambios menores en la orquestación, y entonces tuvo éxito bajo la dirección Rimski-Kórsakov en 1879.
Su Príncipe Igor, permaneció en su mesa de trabajo hasta su muerte en 1887 y quedó inconclusa. Fue completada por Rimski-Kórsakov y Glazunov (quien también completó su Tercera Sinfonía iniciada en 1882, también inacabada).

## Discografía
- Kiril Kondrashin con la Orquesta Real del Concertgebouw en 1980 ( Philips Classics 412 070-1)
- Carlos Kleiber con Orquesta Sinfónica de la Radio de Stuttgart en 1972
- Jean Martinon con la Orquesta Sinfónica de Londres